# Alexander Andersson
Alexander Andersson (sinh ngày 14 tháng 12 năm 1985) là một cầu thủ bóng đá người Thụy Điển thi đấu cho Degerfors IF ở vị trí tiền đạo.

## Sự nghiệp
Vào tháng 6 năm 2016, Andersson ký hợp đồng cho đội bóng NASL Jacksonville Armada FC, và trở lại Degerfors trước khi Superettan 2017 bắt đầu.

## Thống kê sự nghiệp
Tính đến trận đấu diễn ra ngày 7 tháng 8 năm 2016
| Câu lạc bộ          | Mùa giải            | Giải vô địch        | Giải vô địch | Giải vô địch | Cúp Quốc gia | Cúp Quốc gia | Châu lục | Châu lục  | Khác    | Khác      | Tổng cộng | Tổng cộng |
| Câu lạc bộ          | Mùa giải            | Hạng đấu            | Số trận      | Bàn thắng    | Số trận      | Bàn thắng    | Số trận  | Bàn thắng | Số trận | Bàn thắng | Số trận   | Bàn thắng |
| ------------------- | ------------------- | ------------------- | ------------ | ------------ | ------------ | ------------ | -------- | --------- | ------- | --------- | --------- | --------- |
| Degerfors           | 2011                | Superettan          | 18           | 2            | 1            | 0            | –        | –         | –       | –         | 19        | 2         |
| Degerfors           | 2012                | Superettan          | 21           | 5            | 0            | 0            | –        | –         | –       | –         | 21        | 5         |
| Degerfors           | 2013                | Superettan          | 24           | 10           | 1            | 0            | –        | –         | –       | –         | 25        | 10        |
| Degerfors           | 2014                | Superettan          | 9            | 1            | 3            | 0            | –        | –         | –       | –         | 12        | 1         |
| Degerfors           | 2015                | Superettan          | 18           | 2            | 1            | 0            | –        | –         | –       | –         | 19        | 2         |
| Degerfors           | 2016                | Superettan          | 13           | 2            | 2            | 0            | –        | –         | –       | –         | 15        | 2         |
| Degerfors           | Tổng cộng           | Tổng cộng           | 103          | 22           | 8            | 0            | -        | -         | -       | -         | 111       | 22        |
| Jacksonville Armada | 2016                | NASL                | 4            | 0            | 0            | 0            | –        | –         | –       | –         | 4         | 0         |
| Tổng cộng sự nghiệp | Tổng cộng sự nghiệp | Tổng cộng sự nghiệp | 107          | 22           | 8            | 0            | -        | -         | -       | -         | 115       | 22        |